# Деса (име)
Деса је старо славеносрпско име. Води порекло од старословенске речи „дес“ у значењу „десити се“, при чему се мислило на срећу, без обзира да ли је у питању добра или лоша. У почетку је ово било мушко, а данас чешће женско име. Од овог имена изведено је име Десанка, које се користи само у словенским земљама.